# Зимин, Борис Николаевич
Бори́с Никола́евич Зими́н (25 декабря 1929 — 18 октября 1995, Москва) — советский и российский экономико-географ, специалист по теории размещения и географии мирового хозяйства. Автор теории малых привилегированных стран.

## Биография
Родился 25 декабря 1929 года в семье геолога-проектировщика. С 1949 по 1954 год обучался на кафедре экономической географии зарубежных стран географического факультета МГУ. Заведующий кафедрой И. А. Витвер отмечал широчайший кругозор студента: «Зимин знает всё».
В 1957—1961 годах работал в Госэкономсовете СССР. В 1961 году по приглашению Г. Д. Кулагина перешёл в Институт географии АН СССР в новый отдел технико-экономических исследований (позже — отдел географии мирового хозяйства, ныне лаборатория географии мирового развития), где проработал до 1995 года.
Помимо этого в 1974—1978 годах заведовал редакцией географии «Большой советской энциклопедии».

## Вклад в науку
Борис Зимин сформулировал основные представления теории «малых привилегированных стран» в рамках географической типологии стран мира. Зимин определял такие страны через понятие «стандартного экономического района», достаточного для создания спроса на продукцию оптимального размера завода сложной отрасли (например, автомобильного):
- объём ВВП менее стандартного экономического района (90—110 млрд долл. в ценах 1970 года),
- превышение ВНП над внутренним спросом (экспортная квота) более чем на 1/3,
- узкую, ориентированную на внешние рынки отраслевую структуру хозяйства,
- повышенную долю нематериального производства.

К этому типу стран Зимин относил: Австрию, Бельгию, Данию, Исландию, Люксембург, Нидерланды, Норвегию, Финляндию, Швейцарию и Швецию. Такое сочетание особенностей экономики и социума привело к тому, что после Второй мировой войны малые привилегированные страны Западной Европы лучше приспособились к динамике экономической конъюнктуры, чем большие страны: ни одна из них не потеряла значения в мировой экономике и не снизила душевого дохода, как это случилось с некоторыми крупными странами (например, Великобританией). К главным «козырям» малых стран относится не только оптимальная специализация на максимально прибыльной отрасли, но и высокий уровень социальной инфраструктуры, создающей высокую квалификацию населения и высокий уровень жизни, а также высокую плотность социальных связей.
Борис Зимин посвятил долгое время анализу размещения производства в рыночных условиях в Западной Европе. Разработал эволюционный подход к теории размещения: любая отрасль со временем переходит от оптимизации в точках минимальных издержек (по А. Веберу) к оптимизации размещения в точках максимальной прибыли (по А. Лёшу).
Является автором работ о влиянии интеграционных процессов на размещение промышленности. Разработал представление об оптимальных размерах интеграции — объединении девяти стандартных экономических районов, внутри которого достигается высокая устойчивость за счёт максимального замыкания экономических связей внутри блока. Европейскую интеграцию Зимин рассматривал как циклический процесс, создав представление об интеграционных и дезинтеграционных циклах. За 30 лет до брексита он акцентировал внимание на снижении экономической эффективности Европейского сообщества по мере расширения, начиная со вступления в него Великобритании в 1973 году.
В географии промышленности Борис Зимин стал одним из первых, кому удалось снять исторически присущее советской экономической географии противопоставление отраслевого и территориального подходов, гармонизировав их наработки при помощи методов пространственного анализа в рамках мирохозяйственного подхода.
Занимался также географией теневой экономики, обозначил масштабы и отраслевую структуру теневой экономики России начала 1990-х.

## Основные труды
- Новые тенденции в размещении промышленности Западной Европы // Известия АН СССР. Серия географическая. — 1972. — № 6. — С. 95—101.
- Изменение территориально-отраслевой структуры промышленности // Сдвиги в географии населения и хозяйства стран Западной Европы  / Отв. ред. В. М. Гохман, Ю. Г. Липец. — М.: Наука, 1984. — С. 26—42.
- Зимин Б. Н., Липец Ю. Г. Конструктивный анализ теорий размещения капиталистического производства // Методологические аспекты современной конструктивной географии : сборник статей. — М.: ИГ АН СССР, 1985. — С. 100–115.
- География мирового хозяйства. География мировой промышленности: пособие для учителей / Научн. ред. Б. Н. Зимин. — М., 1991. — 200 с. — 2000 экз.
- География мирового хозяйства. Глобальные проблемы современности / Под ред. Б. Н. Зимина. — М.: Минобразования РСФСР, 1991. — 284 с. — 2000 экз.
- Малые высокоразвитые страны Западной Европы — теоретические итоги исследований // Известия РАН. Серия географическая. — 1993. — № 2. — С. 95—104. — ISSN 2587-5566.
- Постиндустриальное развитие капиталистических стран: географический прогноз / Отв. ред. Б. Н. Зимин, С. Б. Шлихтер. — М.: Наука, 1993. — 192 с. — ISBN 5-02-003792-3.
- Размещение производства в рыночной среде. Из трудов Б. Н. Зимина / Сост. А. П. Горкин, Ю. Г. Липец. — М.: Альфа-М, 2003. — 176 с.